# Jonni Abbenhuis
Jonni Abbenhuis (Den Haag, 11 september 1973) is een Nederlands voormalig topkorfbalster. Ze is meervoudig Nederlands kampioen en ze won ook goud namens het Nederlands korfbalteam.
In 1997 werd Abbenhuis verkozen tot Korfbalster van het Jaar.

## Die Haghe
Abbenhuis was een belangrijke speelster in de gouden periode van Die Haghe. In deze periode werden 5 titels gewonnen.
In 1997-1998 speelde Abbenhuis haar eerste zaalfinale. De jonge ploeg blaakte van zelfvertrouwen, wat bleek uit een salto van Abbenhuis tijdens het voorstellen van de spelers.
Deze finale was echter prooi voor PKC dat met 19-14 won.
Die Haghe stond echter ook in de zaalfinale van 2000 en 2002, waarin het wel won. In diezelfde jaren won Die Haghe ook de veldtitel, waardoor ze 2 jaar de spreekwoordelijke dubbel wonnen.
Daarnaast won Abbenhuis ook de Europacup van 2001.
Abbenhuis stopte in 2002 met korfbal op topniveau.

## Erelijst
- Nederlands zaalkampioen, 2x (2000 en 2002)
- Nederlands veldkampioen, 2x (2000 en 2002)
- Europacup kampioen, 1x (2001)
- Beste Korfbalster van het Jaar, 1x (1997)

## Oranje
Abbenhuis debuteerde in 1997 bij het Nederlands korfbalteam. Uiteindelijk speelde ze 26 officiële interlands, waarvan 3 op het veld en 23 in de zaal.
Ze won onder andere goud op de volgende internationale toernooien:
- World Games 1997
- EK 1998
- WK 1999